# Escola Militar de Porto Alegre

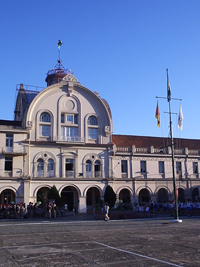
Prédio onde funcionou a Escola de Guerra de Porto Alegre

A Escola Militar de Porto Alegre foi uma escola de preparação de oficiais do Exército Brasileiro.

## História
Tem a sua origem na criação do Curso de Infantaria e Cavalaria da Província de São Pedro do Rio Grande do Sul, estabelecimento de instrução do Exército Imperial Brasileiro, previsto no Decreto Imperial nº 634, de 20 de setembro de 1851, situado na cidade com esse nome, no atual estado do Rio Grande do Sul.
No ano de 1858 foi transformado em Escola Militar Preparatória, aos candidatos que aspiravam o ingresso na Escola Militar da Corte, localizada no Município da Corte, atual cidade do Rio de Janeiro. Por esse motivo, em 1860 passou a ser denominada de Escola Militar Auxiliar.
A Guerra do Paraguai provocou a interrupção do funcionamento da escola, que só deu continuidade às suas atividades em 24 de maio de 1874, com o nome de Curso de Infantaria e Cavalaria.
Em 1880 o Marechal Câmara, Visconde de Pelotas e Ministro da Guerra, determinou o aproveitamento do prédio em construção na Várzea do Portão, atual Parque Farroupilha, sede do atual Colégio Militar de Porto Alegre, para ali estabelecer a Escola Militar da Província do Rio Grande do Sul, em regime de internato, cuja transferência de um casarão do Areal da Baronesa ocorreu a partir de 1883.
Com a eclosão da Revolução Federalista em 1893, a instituição, novamente, encerrou as suas portas, reabrindo mais tarde com o nome de Escola Preparatória e Tática. Em decorrência de atos de indisciplina dos alunos, envolvidos em conflitos com a Guarda Municipal, em 1898 a escola foi transferida para o município de Rio Pardo.
Nova punição do corpo discente, dessa vez dos cadetes da Escola Militar da Praia Vermelha, no Rio de Janeiro, por causa da participação na Revolta da Vacina, de 1904, resultou na criação da Escola de Guerra de Porto Alegre, através do Decreto nº 5.698, de 2 de outubro de 1905, para onde todos foram transferidos, ficando instalados no local da escola precedente, no casarão da Várzea.
Finalmente, transferida a instituição para o Rio de Janeiro, em 1911, e sucedida pela Escola Militar do Realengo, o seu prédio deu lugar ao atual Colégio Militar, fundado em 1912, estabelecimento de ensino secundário que não deve ser confundido com a Escola Militar, destinada à formação profissional de oficiais do Exército.